# 内维尔·斯科特
内维尔·斯科特（英語：Neville Scott，1935年2月25日—2005年1月21日），新西兰男子田径运动员。他曾代表新西兰参加1958年大英帝国和英联邦运动会田径比赛，获得男子3英里铜牌和男子1英里第9名。